# Крішс Каркліньш
Крішс Каркліньш (латис. Krišs Kārkliņš, нар. 31 січня 1996, Рига) — латвійський футболіст, півзахисник клубу «Огре Юнайтед» та національної збірної Латвії. Виступав також за низку латвійських клубів. Дворазовий чемпіон Латвії та дворазовий володар Кубка Латвії.

## Клубна кар'єра
У 2013 році Крішс Каркліньш долучився до складу команди «Металургс» (Лієпая), проте в її складі так і не зіграв, і наступного року перейшов до складу клубу «Лієпая», в якому грав до 2017 року. У 2015 році футболіст став у складі лієпайського клубу чемпіоном Латвії, а в 2017 році став володарем Кубка Латвії.
У 2018 році Крішс Каркліньш став гравцем клубу «Рига», у складі якого в перший же рік виступів удруге за кар'єру став чемпіоном країни та володарем Кубка Латвії. Наступного року футболіст перейшов до складу клубу «Валмієра», в якому грав до кінця 2020 року. У 2021—2022 роках Каркліньш удруге за кар'єру грав у складі клубу «Лієпая». З 2023 до 2024 року півзахисник виступав у складі клубу «Ауда». З початку 2025 року Крішс Каркліньш грає у складі клубу «Огре Юнайтед».

## Виступи за збірні
У 2012 році Крішс Каркліньш дебютував у складі юнацької збірної Латвії, загалом на юнацькому рівні взяв участь у 6 іграх.
Протягом 2016—2018 років Каркліньш грав у складі молодіжної збірної Латвії. На молодіжному рівні зіграв в 11 офіційних матчах.
У 2020 році Крішс Каркліньш дебютував у складі національної збірної Латвії. Протягом 2020—2021 років футболіст зіграв у складі національної збірної 17 матчів, у яких забитими голами не відзначився.

## Титули і досягнення
- Чемпіон Латвії (2):

«Лієпая»: 2015
«Рига»: 2018
- Володар Кубка Латвії (2):

«Лієпая»: 2017
«Рига»: 2018